# Srinivas Kumar Sinha
Srinivas Kumar Sinha (n. en Patna 1926 - 2016) fue un militar y político de la India. Desempeñó el cargo de Gobernador General de Jammu y Cachemira.

## Biografía
Graduado con honores de la Universidad de Patna (1943), ingresando luego al ejército indio. Estuvo en enfrentamientos con Birmania e Indonesia como parte del ejército indio durante la Segunda Guerra Mundial, del bando británico.
Desde 1962 comenzó a ocupar altos cargos militares, jefe de brigada en Assam, dirigió un cuerpo de caballería en Punjab y de infantería en Jammu. Galardonado en 1973 con la medalla Padma Vishist Sewa, se mantuvo en el ejército por una década más. En 1990 asumió como embajador de India en Nepal, mejorando las relaciones bilaterales. En 1997 fue Gobernador General de Assam y en 2003 de Jammu y Cachemira, cargo al que renunció en 2008.
Ha escrito libros como: “De asuntos militares”, “Pataliputra” y “Un soldado recuerda”.